# Bernsdorf (Horní Lužice)

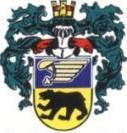
Velký Bernsdorfský erb

Letecký pohled (v popředí rybník Schmelzteich)

Bernsdorf (hornolužickosrbsky Njedźichow) je malé město v německé spolkové zemi Sasko. Nachází se v zemském okrese Budyšín na severním okraji Horní Lužice a má přibližně 6 300 obyvatel.

## Geografie
Město leží v rozsáhlých lesích asi 11 km severně od města Kamenz, 14 km jihozápadně od města Hoyerswerda a 17 km jižně od obce Senftenberg. Je bezprostředně obklopeno téměř plochým rozsáhlým vřesovištěm. Na severu a severovýchodě probíhala povrchová těžba hnědého uhlí.
Z urbanistického hlediska je Bernsdorf stále spíše rychle se rozvíjející průmyslovou obcí než městem s pevným, plánovaným centrem.

## Správní členění
Bernsdorf se dělí na 5 místních částí:
- Bernsdorf
- Großgrabe (hornolužicky Hrabowa)
- Straßgräbchen (Nadrózna Hrabowka)
- Wiednitz (Wětnica)
- Zeißholz (Ćisow )

## Osobnosti
- Gotthold Anders (1857–1936), politik
- Karl Bettin (1930–2022), politik, ministr sklářského a keramického průmyslu a ministr lehkého průmyslu NDR
- Horst Kosel (1927–2012), sportovní vědec a vysokoškolský učitel
- Heinz-Karl Kummer (1920–1987), malíř a grafik
- Gerhard Möhwald (1920–2012), bývalý starosta a čestný občan
- Ingeborg Schwalbe (* 1935), sportovkyně, olympionička
- Christian Rudolph (* 1949), sportovec, olympionik
- Klaus Jürgen Schmidt (* 1944), rozhlasový novinář
- Wilfried Seibicke (1931–2009), germanista
- Rosemarie Will (* 1949), právní vědkyně
- Gerhard Zschieschang (1931–2012), mykolog